# Hayley Mills
Hayley Catherine Rose Vivian Mills (18 de abril de 1946) é uma atriz inglesa, filha mais jovem do ator John Mills e da escritora Mary Hayley Bell, que protagonizou o filme Pollyanna em 1960, produzido pelos estúdios de Walt Disney e baseado num best-seller. Sua comovente atuação fez com que, no ano seguinte, a Academia lhe concedesse um Oscar© numa categoria juvenil criada especialmente para ela.
Hayley é a irmã mais nova da atriz Juliet Mills, que participa da série norte-americana para TV Passions e representou Nanny em Nanny e o Professor.

## Filmes
- 1947 - Aquele Dia Inesquecível
- 1959 - Marcados Pelo Destino
- 1960 - Pollyanna
- 1961 - O Grande Amor de Nossas Vidas
- 1962 - O Vento Também Tem Segredos
- 1962 - As Grandes Aventuras do Capitão Grant
- 1963 - Doce Verão dos Meus Sonhos
- 1964 - Quando Floresce o Amor
- 1964 - Corações Feridos
- 1964 - O Segredo das Esmeraldas Negras
- 1965 - Aquele Gato Danado
- 1966 - O Forasteiro Cigano
- 1966 - Anjos Rebeldes
- 1966 - Lua de Mel ao Meio-dia
- 1967 - Jim, Um Cowboy na África
- 1967 - Querida Polly
- 1968 - A Morte Tem Cara de Anjo
- 1971 - Tragédia no Ártico
- 1972 - Noite Interminável
- 1974 - Terror Mortal
- 1981 - As Árvores de Thika
- 1986 - Histórias Maravilhosas 2
- 1986 - Operação Cupido II
- 1987 - Encontro Marcado Com A Morte
- 1989 - Operação Cupido III
- 1989 - Lua de Mel no Hawaii
- 1990 - Depois da Meia Noite
- 1990 - De Volta Para Casa
- 2004 - Pra Ser Sincero